# Giorgio Cori
Giorgio Cori (Roma, 19 novembre 1929) è un ex calciatore italiano, di ruolo centrocampista.

## Carriera
Esordisce con il Barriera, squadra minore romana, arrivando alla convocazione nella Rappresentativa juniores laziale. Nel 1950, dopo essere stato provato dalla Reggiana, viene acquistato dalla Salernitana.
Nella stagione 1952-1953 debutta in prima squadra con i granata, con cui gioca 19 partite e realizza 4 reti nel campionato di Serie B. Viene riconfermato in rosa anche per la stagione 1953-1954, nella quale totalizza 2 reti in 15 partite di campionato. Resta nella squadra campana anche per l'intera stagione 1954-1955, nella quale gioca ulteriori 11 partite nel campionato cadetto.
Nel 1955 viene ceduto alla Federconsorzi Roma, con cui nella stagione 1955-1956 conquista un quarto posto in classifica nel girone F del campionato 1955-1956, massimo livello dilettantistico dell'epoca.